# Дубичі Церковні
Дубичі Церковні (Дубіче-Церкевне, пол. Dubicze Cerkiewne) — село в Польщі, центр гміни Дубичі Церковні Гайнівського повіту Підляського воєводства. Населення — 276 осіб (2011).

## Історія
Вперше згадується 1532 року. У XVII столітті згадувалось також як Жарівець.
У 1975—1998 роках село належало до Білостоцького воєводства.

## Демографія
Демографічна структура станом на 31 березня 2011 року:
|          | Загалом | Допрацездатний вік | Працездатний вік | Постпрацездатний вік |
| -------- | ------- | ------------------ | ---------------- | -------------------- |
| Чоловіки | 140     | 25                 | 84               | 31                   |
| Жінки    | 136     | 23                 | 54               | 59                   |
| Разом    | 276     | 48                 | 138              | 90                   |

## Релігія
У селі міститься дерев'яна парафіяльна церква Покрови Пресвятої Богородиці, збудована 1946 року. Попередня згоріла в 1944 році внаслідок воєнних дій.

## Відомі люди

### Народилися
- Іван Красковський — український громадський, політичний та державний діяч, дипломат.